# Korunovaná republika

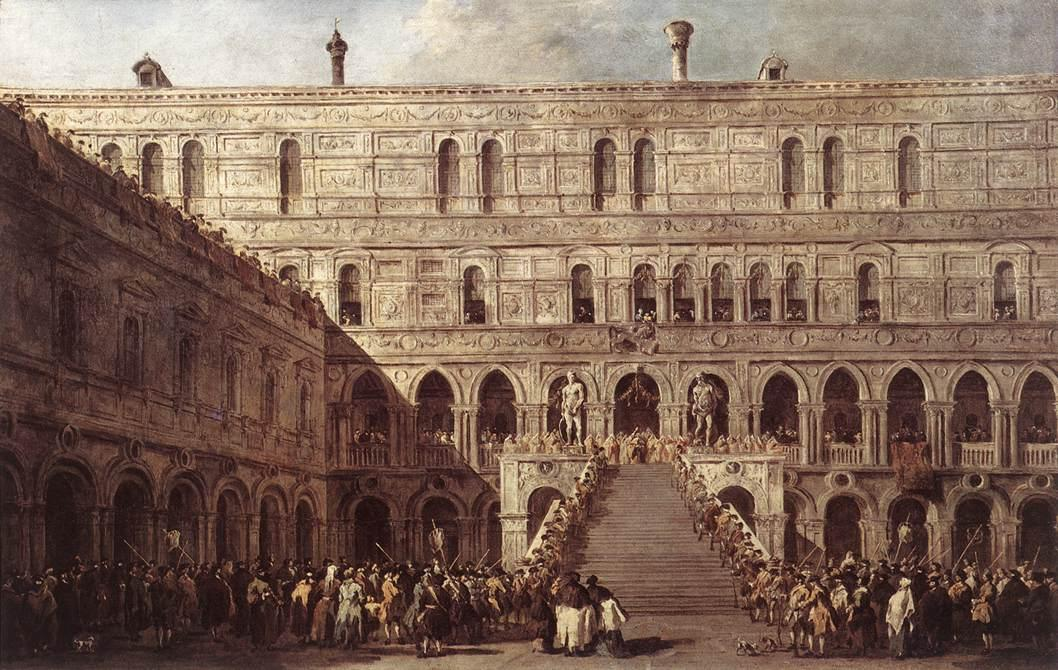
Korunovace dóžete benátského (Francesco Guardi mezi lety 1766 - 1770)

Korunovaná republika je neformální termín označující republiku, jejíž hlava státu byla korunována. Protože k termínu neexistuje závazný konsenzus, není jeho výklad ustálen. Může být také použit k označení monarchie, která soustředí většinu moci mimo panovníkovu osobu.

## Historie
Korunovace měla tradici u historických republik apeninského poloostrova, zejména u námořních republik. Korunována byla benátská, janovská i pisánská dóžata. Při korunovaci bylo dóžeti na hlavu vloženo camauro, v benátkách i plášť zvaný zoia.
Jako korunované republiky jsou někdy označovány státy, kde je užíván konstituční nebo parlamentní systém monarchie. Role takového panovníka je spíše ceremoniální a příslušný stát je de facto republikou s demokratickým zřízením. Mezi takové státy patří Švédské království, Japonské císařství či Spojené království.

## Galerie

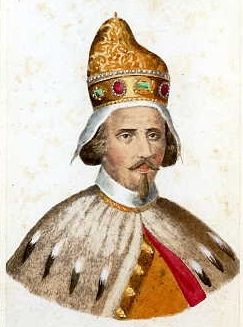
Alvise Contarini, benátský dóže s camaurem
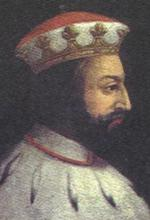
Giorgio Adorno, janovský dóže s dóžecí korunou
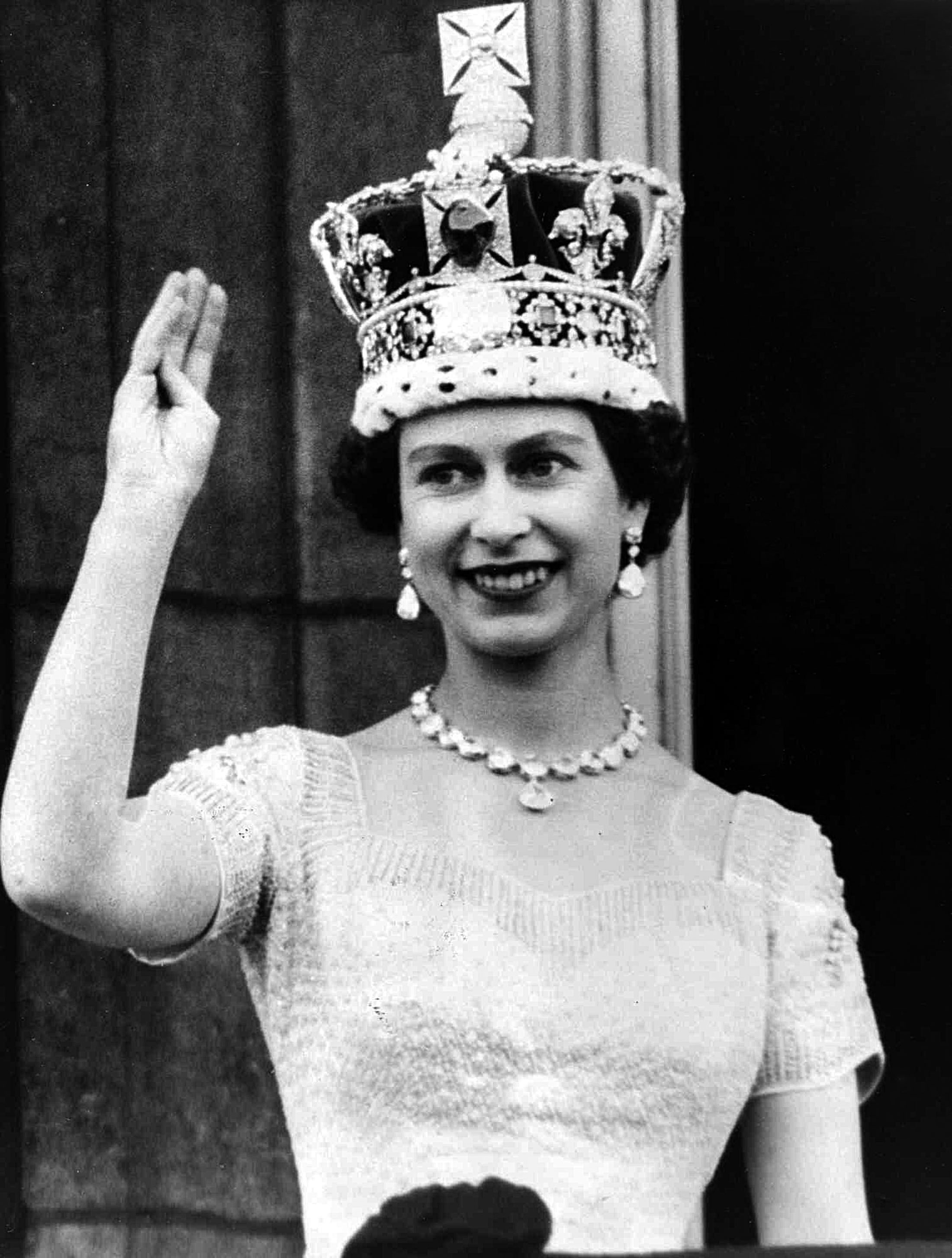
Alžběta II. během své korunovace (1953)